# 岱野駅
岱野駅（たいのえき）は、かつて秋田県大館市上代野中岱にあった小坂製錬小坂線（小坂鉄道）の駅（廃駅）である。2014年（平成26年）4月以降大館市の所有になった。

## 歴史
- 1909年（明治42年）5月7日：北秋田郡長木村に開業。
- 1972年（昭和47年）4月：駅業務を委託化。
- 1987年（昭和62年）2月：無人駅化。
- 1994年（平成6年）10月1日：小坂鉄道の旅客営業廃止に伴い廃駅。
- 2014年（平成26年）4月1日：小坂製錬所有の駅舎およびDOWAメタルマイン所有のレールおよびレールの敷地が大館市に無償譲渡される[1]。

## 駅構造
相対式ホーム2面2線の地上駅であった。1950年（昭和25年）から1957年（昭和32年）までは構外側線を有していた。なお、交換設備は1987年（昭和62年）11月に撤去された。

## 駅周辺

### 廃線当時
- 大館市立長木小学校
- 大館市役所長木出張所
- 秋田県道2号大館十和田湖線

### 廃線後の跡地周辺
- 大館市立長木小学校
- 大館市役所長木出張所
- 秋田県道2号大館十和田湖線（樹海ライン）
- 大館樹海ドーム：1997年竣工
- 大館市樹海体育館（樹海アリーナ）：2005年竣工

## 隣の駅
小坂製錬
小坂線
大館駅 - 岱野駅 - 東岱野駅